# The Lottery Man (film 1916)
The Lottery Man è un film muto del 1916 diretto da Leopold Wharton e Theodore Wharton. Prodotto dalla F. Ray Comstock Photoplay Company e Wharton, aveva come interpreti principali Thurlow Bergen ed Elsie Esmond. Nel cast, in un ruolo minore, appare anche il nome di Oliver Hardy.
Girato a Ithaca, nello stato di New York, il film era tratto dal lavoro teatrale omonimo di Rida Johnson Young andato in scena a New York per la prima volta il 6 dicembre 1909 al Bijou Theatre di Broadway.
Nel 1919, ne fu fatto un remake, sempre dal titolo The Lottery Man, diretto da James Cruze.

## Trama
La signora Wright e la signora Peyton, due vedove, non potrebbero essere più diverse: laddove la prima è una persona equilibrata e coscienziosa, che non esita – dopo aver perso la sua rendita in seguito a una disavventura finanziaria – a impiegarsi come umile ricamatrice per poter continuare a pagare gli studi del figlio, al quale è molto legata, la seconda, viceversa, ricca com'è, è stravagante, distaccata, maniaca non solo del fitness e della cosmesi, ma anche seguace di un certo svāmin e della sua respirazione pranica, ed è anaffettiva nei confronti del figlio.
I loro figli sono compagni di università e grandi amici: Jack Wright è il quarterback più in voga della squadra di football americano del college. Quando apprende delle sue difficoltà finanziarie, Foxey Peyton gli trova lavoro come redattore in un giornale. La paga però è misera, e Jack, che non ha in ballo storie sentimentali, ha una grande trovata: propone al direttore della testata di indire una lotteria. In palio, oltre ad un premio in denaro, c'è lui stesso, che si offre come marito della vincitrice. Se l'estratta dovesse rifiutare di sposarlo, avrebbe comunque ricevuto metà del monte premi (la metà restante sarebbe andata a Jack). Dei tagliandi numerati vengono inseriti nei quotidiani, e le concorrenti aderiscono mandando al giornale un dollaro e un talloncino recante il numero.
Più avanti, in seguito ad un curioso incidente, Helen Heyer, la cugina di Foxey, e Jack vengono a conoscersi. È amore a prima vista. Ma intanto le concorrenti sono numerosissime, ed aumentano vertiginosamente, facendo incetta dei talloncini (fra esse ci sono anche le signore Wright e Peyton, che ancora non sanno chi è l'uomo-premio). Foxey, per favorire il rapporto fra l'amico e la cugina, vorrebbe accaparrarsi tutte le copie del giornale, che da un paio di settimane esce con l'annuncio della lotteria e i relativi tagliandi, ma non può fare più di tanto.
Arriva il giorno dell'estrazione, sulla piazza del municipio, nella quale una gran quantità di libere di stato, di ogni ceto, condizione e aspetto, si sono radunate, nella speranza di guadagnare un marito e l'ingente somma. Jack si è rifugiato dai Peyton, dove, oltre ai due amici, si trovano le loro madri, Helen, altri congiunti, e la servitù. La vincitrice risulta essere Maggie Murphy, la voluminosa cuoca della famiglia. La donna tiene tutti in una estenuante suspense, prima di decidersi a rifiutare Jack e a sposare, munita di metà della somma, il maggiordomo. Jack e Helen possono dunque coronare il loro sogno d'amore.

## Produzione
Il film fu prodotto dalla F. Ray Comstock Photoplay Company e dalla Wharton.

## Distribuzione
Il film fu recensito in febbraio ma la Unity Sales Corp. non lo distribuì nelle sale statunitensi finché non ne acquisì i diritti, facendolo uscire l'11 dicembre 1916.
Copia completa della pellicola si trova conservata negli archivi della Library of Congress di Washington. Viene distribuita in DVD dall'A-1 Video.